# Поплавці (Берестовицький район)
Поплавці (біл. Паплаўцы) — село в складі Берестовицького району Гродненської області, Білорусь. Село підпорядковане Берестовицькій сільській раді, розташоване у західній частині області.